# محسن خلیلی عراقی
محسن خلیلی (زاده ۵ تیر ۱۳۰۸ تهران) کارآفرین، پیشکسوت صنعت گاز مایع در ایران و مؤسس تشکل‌های صنعتی و عضو هیئت امنا سازمان تأمین اجتماعی، عضو اتاق بازرگانی تهران است.

## زندگی‌نامه و فعالیت
محسن خلیلی تحصیلات ابتدایی را در مدرسه شاهپور تجریش و دوره دوم متوسطه را در دبیرستان ایرانشهر و البرز ادامه داد. وی در سال ۱۳۲۸ وارد دانشگاه تهران شد و به تحصیل رشته الکترومکانیک در دانشکده فنی پرداخت. دوران تحصیل خلیلی همزمان با تحولات خطیری در کشور بود. وی نیز مانند بسیاری از هم نسلانش از سیاست دور نماند و برای آرزوهای آرمان خواهانه اش مبارزه نمود، به این ترتیب وی عضو انجمن اسلامی دانشگاه تهران شد. بعد از فارغ‌التحصیلی همراه پدرش محمود خلیلی که از صنعتگران به نام و بنیان‌گذار برق نوین کشور بود، برای یک سفر مطالعاتی به اروپا و آمریکا رفت. بعد پس از بازگشت به ایران شرکت بوتان را به اتفاق پدر و برادرش به ثبت رساند و در سال ۱۳۳۳ اولین نسل از محصولات گاز سوز را تولید کردند. بعد انقلاب ۵۷ که جو حاکم علیه سرمایه‌دارها بود، حکم مصادره بوتان نیز صادر شد، خلیلی توانست پس از حضور در ۲۵۴ جلسه دادگاه بوتان را از مصادره نجات دهد.

## زندگی‌نامه
محسن خلیلی در پنجم تیرماه سال ۱۳۰۸ در تهران بدنیا آمد. وی فرزند سوم خانواده ای با نه فرزند بود. پدرش محمود خلیلی، کارخانه برق دولتی
اشکودا را با همکاری چکسلواکی برای تأمین برق تهران تأسیس کرد. محسن خلیلی دوران ابتدایی را در مدرسه ۱۵ بهمن آغاز نمود و تا سیکل اول متوسطه در مدرسه شاهپور تجریش درس خواند و بعد دوره دبیرستان را دبیرستان‌های ایرانشهر و البرز گذراند.
در سال ۱۳۲۸ وارد دانشکده فنی دانشگاه تهران شد و در سال ۱۳۳۲ در رشته الکترومکانیک فارغ‌التحصیل شد
دوران دانشجویی او مصادف با ملی شدن صنعت نفت بود. او می‌گوید: در روز کودتا علیه مصدق، در محل کوی دانشگاه در امیرآباد بود که صدای انفجار و شلوغی را شنید و به سمت خانه مصدق حرکت کرد. وقتی به خانه مصدق رسید عده ای مشغول غارت خانه مصدق بودند و او از دیدن این وضع بشدت منقلب می‌شود: من گریه کنان از خیابان کاخ به خیابان دربند کوچه خلیلی خودم را رساندم. این مسیر شاید سه ساعت طول کشید. من با خود بسیار فکر کردم. از خودم پرسیدم محسن آیا کسانی که منزل مصدق را غارت می‌کردند آمریکایی بودند؟ پاسخ منفی بود. تمام آنان هم وطنان نا بخرد خودمان بودند.
او می‌گوید که از دیدن این وضعیت درسی بزرگ آموختم، اینکه مردم گرسنه و دچار فقر فرهنگی و غیر متشکل و پراکنده قابل اتکا نیستند و نمی‌توان با آنان جریانی پایدار برای توسعه و پیشرفت کشور شکل داد و کشور را ساخت؛ لذا بر این اساس صنعتی کردن کشور و کار آفرینی که زیربنای آن آموزش و توسعه فرهنگی است را مکتب و مرام خود قرار دادم.
دکتر رضا یادگاری (کارآفرین اثر گذار ملی و مدیرعامل باشگاه توسعه کسب و کار یونسکو) و دكتر مهشید سنایی فرد بنیانگذاران مجموعه کتابهای ١٠٠٠ جلدى زندگى ‌نامه کارآفرینان و مدیران بزرگ ایرانی (رکورددار کتاب های کارآفرینی در سایت جهانی آمازون و برندگان جایزه ملی جلال آحمد به پاس دو دهه نگارش ادبیات اقتصادی ایران)بِه همراه دكتر على نظامى فرد به عنوان مشاور پژوهشی، کتابی را تحت نام کارآفرینی به شیوه محمود خلیلی بنیانگذار گروه صنعتی بوتان و صنعت گاز در ایران برای دانشگاه صنعتی شریف نوشتند که طی مصاحبه با منصوره خلیلی و محسن خلیلی عراقی بود و مورد استقبال دانشجویان و کارآفرینان بزرگ ایرانی قرار گرفت.

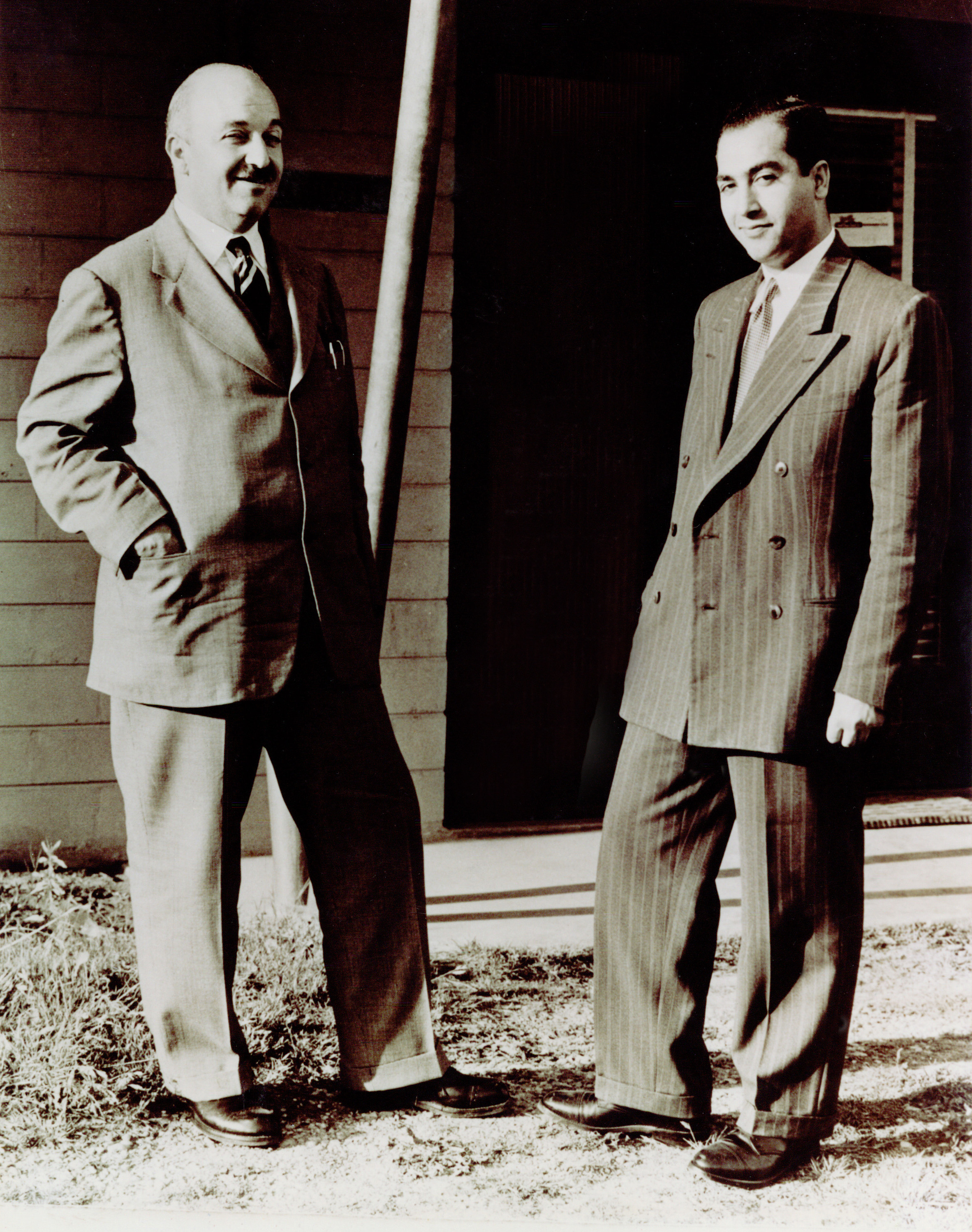
محسن خلیلی و پدرش محمود خلیلی در دهه ۱۳۳۰ زمان شروع فعالیت شرکت بوتان

## تأسیس بوتان
در سال ۱۳۳۲ پدرش محمود خلیلی از وی درخواست کرد که آیا حاضراست با او در زمینه استفاده از گاز مایع حاصل از پالایش نفت همکاری کند. محسن خلیلی پذیرفت و کار آغاز شد.
پدرش در مطالعه تأسیس کارخانه سیمان در خوزستان، دیده بود که گازهای حاصل از چاه‌های نفت می‌سوزد و برای همین این پیشنهاد را داد. محسن خلیلی در دوران تحصیل به رسم بازدید علمی از پالایشگاه آبادان دیدن کرده بود و این موضوع را می‌شناخت.
نوزده مرداد ۱۳۳۲ با مشارکت یک شریک بوتان تأسیس شد و پدر و پسر برای تحقیق و سفارش تجهیزات اولیه مورد نیاز برای استفاده از گاز مایع در مصارف خانگی و صنعتی و مطالعه بیشتر راهی سفر اروپا و آمریکا شدند و بعد از تحقیقاتی یک ساله، کار توزیع و مصرف گاز مایع را شروع کردند.

## تأسیس انجمن‌ها و نهادهای صنفی، صنعتی و اجتماعی
محسن خلیلی بخش عمده ای از فعالیت‌های خود را به توسعه و تقویت نهادهای صنفی و صنعتی اختصاص داده‌است. او پیش از انقلاب، در خرداد سال ۱۳۴۷ سندیکای شرکت‌های توزیع‌کننده گاز را با همکاری سه شرکت دیگر تشکیل داد که اکنون به عنوان انجمن صنفی کارفرمایان توزیع کننده گاز مایع ایران فعالیت می‌کند.
خلیلی می‌گوید که به دنبال اشاعه فرهنگ صنعتی بودم و ابزار مناسب این کار را یارگیری از صنعتگران کشور می‌دانستم. بر این باور بوده‌ام که با استفاده از خرد جمعی در حل مشکلات اقتصادی و صنعتی کشور می‌توان به نتیجه رسید. از آنجا که راه صنعتی شدن هموار نبود، در طول فعالیت‌های صنعتی‌ام تشکل‌گرایی و استفاده از خرد جمعی و تعامل با دولت را برگزیدم و دریافتم که خردجمعی می‌تواند تفاهم، همدلی و همکاری بخش خصوصی با دولت را تقویت نماید.
در سال ۱۳۵۲ به عضویت سندیکای لوازم خانگی درآمد و عضو هیئت مدیره آن شد که اکنون با عنوان انجمن صنایع لوازم خانگی ایران فعالیت می‌کند.
بعد از آن، در روزهای پرالتهاب بعد از انقلاب ۱۳۵۷ ایران، در حالی که بحث مصادره شرکت‌های بزرگ صنعتی داغ بود، محسن خلیلی به همراه گروهی پانزده نفره از صاحبان صنایع، انجمن مدیران صنایع را در اسفند ۱۳۵۹ بنیان نهادند تا با حفظ سرمایه‌های ملی بخش خصوصی، از آسیب‌های ملی شدن کم کنند و واحدهای تولیدی صنعتی را به تلاش برای حفظ و بقا امیدوار سازند. انجمن مدیران صنایع از اولین تشکل‌های صنعتی بعد از انقلاب است که توانست با همکاری کارشناسان اقتصادی و صنعتی، وضعیت صنعت کشور را بررسی و به عنوان بازوی مشورتی دولت عمل کند. اکنون با بیش از ۲۵۰۰ عضو به فعالیت خود ادامه می‌دهد.
این تشکل صنعتی توانسته بیشتر از ۸۰ هزار صفحه کار کارشناسی تهیه و آن را در اختیار دولت و دیگر نهادهای نیازمند قرار دهد.
خلیلی در سال‌های بعد از انقلاب از اعضای فعال اتاق بازرگانی ایران بود اما همچنان پیگیر تشکلی بود که تشکل‌ها و انجمنهای صنعتی را زیر یک چتر گرد هم آورد. تلاش وی باعث شد تا سرانجام در مهرماه ۱۳۸۰ کنفدراسیون صنعت ایران با هدف توسعه و تقویت بخش خصوصی و تقویت تشکل گرایی و مشارکت در تصمیم سازی در سطح کلان به‌طور رسمی فعالیتش را شروع کند.
این تشکل که با شرکت بیش از ۷۰ تشکل صنعتی و تولیدی فعالیتش را شروع کرده بود اکنون بیش از ۱۰۰ عضو دارد.
محسن خلیلی علاوه بر تلاش برای تقویت و توسعه تشکل‌های صنعتی، در فعالیت‌های اجتماعی نیز مشارکت داشته‌است. او از بنیان‌گذاران و عضو هیئت امنای مؤسسه خیریه حمایت از کودکان مبتلا به سرطان با نام اختصاری محک است که از سال ۱۳۷۰ فعالیتش را آغاز کرده‌است.

## سمت‌ها
- رئیس هیئت مدیره انجمن مدیران صنایع
- رئیس هیئت مدیره کنفدراسیون صنعت ایران
- رئیس هیئت مدیره انجمن صنفی کارفرمایان توزیع‌کننده گاز مایع ایران
- رئیس هیئت مدیره انجمن صنایع لوازم خانگی
- عضو هیئت امناء صندوق تأمین اجتماعی[۱۷]
- عضو سابق هیئت نمایندگان اتاق بازرگانی ایران و تهران
- رئیس سابق هیئت مدیره اتاق مشترک ایران و بلژیک
- خزانه دار اتاق بازرگانی ایران – کانادا[۱۸]
- عضو مؤسس بانک کارآفرین[۱۹]
- رییس هیات مدیره اتاق بازرگانی و صنایع ایران و لوگزامبورگ ( ثبت در لوگزامبورگ)

## فهرست منابع
1. ↑  «معرفی». اتاق تهران. دریافت‌شده در ۲۰ بهمن ۱۳۹۷.
2. ↑  «خلیلی». دریافت‌شده در ۲۰ بهمن ۱۳۹۷.
3. ↑  «معرفی». وبسایت شخصی. بایگانی‌شده از اصلی در ۱۱ فوریه ۲۰۲۱. دریافت‌شده در ۲۶ دسامبر ۲۰۲۰.
4. ↑  «زندگی‌نامه محسن خلیلی». بایگانی‌شده از اصلی در ۲۸ ژوئیه ۲۰۱۹. دریافت‌شده در ۲۰ بهمن ۱۳۹۷.
5. ↑  «مصادره ٢٠درصد». دریافت‌شده در ۲۰ بهمن ۱۳۹۷.
6. ↑  «گزارشی از یک روز دیدار با مرد پرتلاش صنعت ایران/ گاز مایع چگونه در اقتصاد ایران متولد شد». خبر آنلاین. ۱۱ فروردین ۱۳۸۸. دریافت‌شده در ۱۴ می ۲۰۱۹.
7. ↑  «گزارشی از یک روز دیدار با مرد پرتلاش صنعت ایران/ گاز مایع چگونه در اقتصاد ایران متولد شد». خبر آنلاین. ۳ فروردین ۱۳۹۱. دریافت‌شده در ۱۴ می ۲۰۱۴.
8. ↑  «متن سخنرانی گرامیداشت خدمات علمی، فرهنگی و اقتصادی مهندس محسن خلیلی در انجمن آثار و مفاخر فرهنگی کشور». ۱۸ آذر ۱۳۹۱. بایگانی‌شده از اصلی در ۱۴ مه ۲۰۱۹. دریافت‌شده در ۱۴ می ۲۰۱۱۹. تاریخ وارد شده در |تاریخ بازدید= را بررسی کنید (کمک)
9. ↑  «گرمابخش زندگی» (PDF). ماهنامه دانش بنیان. اسفند ۱۳۹۴. بایگانی‌شده از اصلی (PDF) در ۱۲ ژوئیه ۲۰۱۸. دریافت‌شده در ۱۴ می ۲۰۱۸.
10. ↑  «گرمابخش زندگی» (PDF). ماهنمامه دانش بنیان. اسفند ۱۳۹۴. بایگانی‌شده از اصلی (PDF) در ۱۲ ژوئیه ۲۰۱۸. دریافت‌شده در ۱۴ می ۲۰۱۹.
11. ↑  «تاریخچه انجمن صنفی کارفرمایان و توزیع کنندگان گاز مایع ایران». انجمن صنفی کارفرمایان و توزیع کنندگان گاز مایع ایران. دریافت‌شده در ۱۴ می ۲۰۱۹.
12. ↑  «دهمین سالگرد تأسیس کانون فارغ التحصیلان دانشکده فنی [[دانشگاه تهران]] بهمن 1379». اتاق بازرگانی، صنایع، معادن و کشاورزی تهران. ۱۳۹۳. دریافت‌شده در ۱۴ می ۲۰۱۸. تداخل پیوند خارجی و ویکی‌پیوند (کمک)
13. ↑  «راه محسن خلیلی در یک نگاه». روزنامه دنیای اقتصاد. ۱ اسفند ۱۳۸۹. دریافت‌شده در ۱۸ ژانویه ۲۰۱۳.[پیوند مرده]
14. ↑  «آشنایی با انجمن مدیران صنایع» (PDF). انجمن مدیران صنایع. دریافت‌شده در ۱۴ می ۲۰۱۹.
15. ↑  «تاریخچه کنفدراسیون صنعت ایران». کنفدراسیون صنعت ایران. بایگانی‌شده از اصلی در ۱۴ مه ۲۰۱۹. دریافت‌شده در ۱۴ می ۲۰۱۹.
16. ↑  «هیئت امنای مؤسسه محک». محک. بایگانی‌شده از اصلی در ۱۴ مه ۲۰۱۹. دریافت‌شده در ۱۹ می ۲۰۱۹.
17. ↑  «عضویت در تأمین». تامین اجتماعی. بایگانی‌شده از اصلی در ۱۳ فوریه ۲۰۱۹. دریافت‌شده در ۲۰ بهمن ۱۳۹۷.
18. ↑  "اعضاء هیئت مدیره". Iran Canada Chamber of Commerce (به کینیارواندایی). Retrieved 2019-02-13.
19. ↑  «عضو مؤسس بانک کارآفرین». بایگانی‌شده از اصلی در ۱۳ فوریه ۲۰۱۹. دریافت‌شده در ۶ دی ۱۳۹۹.

- {{گفت‌وگوی ویدیویی با محسن خلیلی پدر صنعت گاز/ آرزویم توسعه صنعتی ایران است = گفتگوی روزنامه ایران با محسن خلیلی]
- شیرین کام، فریدون (۱۳۹۳). سرگذشت پنجاه کنشگر اقتصادی ایران. تهران: فرهنگ صبا. صفحات ۲۹۱ تا ۳۰۲ درباره محمود خلیلی و صفحات ۳۰۳ تا ۳۱۴ درباره محسن خلیلی
- جمالی، مهدی (۱۳۹۱). زندگینامه و خدمات علمی، فرهنگی و اقتصادی مهندس محسن خلیلی. تهران: انجمن آثار و مفاخر فرهنگی.